# Hime Kyun Fruit Kan
Hime Kyun Fruit Kan (ひめキュン フルーツ缶, « Fruit » prononcé à l'Anglaise) est un groupe d'idoles japonaises de J-pop, composé d'idoles japonaises et formé leur carrière en 2010.
Également connu sous le nom Himekyun, c'est un groupe punk-pop féminin venant de la Préfecture d'Ehime. Le groupe a fait ses débuts en 2011 avec le single Ren'ai Energy Hozon no Hōsoku . Chaque membre a son propre fruit attribué.
Le groupe a plusieurs groupes sœurs tels que : nanoRider, AiCUNE et FruitPochette.

## Histoire
En 2010, les filles de 10 à 20 ans sont invitées à passer une audition pour un nouveau groupe d'idole basée à Ehime. 14 candidates ont été sélectionnées en août à la même année, et ont été divisées en deux groupes de 7. Un groupe est formé, les Hime Kyun Fruit Kan, tandis que l'autre est Hina Kyun Fruit Kan, un groupe de stagiaires. Deux des stagiaires de Hina Kyun, Sakurako Tanio et Yuria Kikuhara, ont fini par être promues dans Hime Kyun, et environ deux mois ou moins après la formation du groupe, Erika Komiyama est graduée du groupe en septembre 2010.
En mars 2011, le premier single Ren'ai Energy Hozon no Hōsoku a beaucoup de succès dans quasiment tout le pays et a réussi à atteindre la place n° 1 sur l'Oricon Indies Charts. Pendant les mois de mai et juin, les membres considérées comme stagiaires de Hina Kyun, Rin Yamaoka, Manami Kawabata et Sahara Tanaka, sont diplômées du groupe. Ayu Ohara et nouvelle stagiaire Mayu Kadota sont réunies pour former nanoCUNE, nouveau groupe- sœur (stagiaires de Hina Kyun). Hime Kyun fait son apparition dans de nombreux  programmes de télévision et les publicités régulières, et a participé à un certain nombre d'évènements locaux.
En mai 2013, il est annoncé qu'elles feraient leurs débuts en major sous Tokuma Japan Communications en août 2013, après leur premier album intitulé Renai Miracle!! (恋愛ミラクル!!, écrit Miracle Romance!! sur la couverture officielle) et plusieurs singles en indépendants.

## Membres

### Membres actuels
Hime Kyun
| Nom                                         | Naissance       | Âge    | Nom Stage           | Fruit        | Remarques |
| ------------------------------------------- | --------------- | ------ | ------------------- | ------------ | --------- |
| Sakurako Tanio (谷尾桜子, Tanio Sakurako)   | 27 avril 1992   | 32 ans | Sakurako (さくらこ) | Myrtille     | Leader    |
| Honoka Kono (河野穂乃花, Kono Honoka)       | 3 février 1995  | 30 ans | Honoka (ほのか)     | Pamplemousse |           |
| Mayuri Okumura (奥村真友里, Okumura Mayuri) | 5 février 1996  | 29 ans | Mayuri (まゆり)     | Mangue Pomme |           |
| Mai Okamoto (岡本真依, Okamoto Mai)         | 11 juin 1997    | 27 ans | Mai (まい)          | Fraise       |           |
| Yuria Kikuhara (菊原結里亜, Kikuhara Yuria) | 19 juillet 1997 | 27 ans | Yuria (ゆりあ)      | Pomme verte  |           |

Hina Kyun (stagiaires)
- Sahara (さはら?), née le 9 février 1997 (28 ans)
- Mayu (まゆ?), née le 5 mars 1999 (26 ans)
- Ayu (あゆ?), née le 16 janvier 2000 (25 ans)

### Ex-membres
Hime Kyun
| Nom                                           | Naissance        | Âge    | Nom Stage      | Fruit               | Remarques                |
| --------------------------------------------- | ---------------- | ------ | -------------- | ------------------- | ------------------------ |
| Erika Komiyama (小宮山えりか, Komiyama Erika) | 23 avril 2001    | 23 ans | Erika (えりか) |                     | Départ en septembre 2010 |
| Ayumi Abe (阿部愛友実, Abe Ayumi)             | 13 mars 1995     | 30 ans | Ayumi (あゆみ) | Ananas              | Départ le 31 mars 2012   |
| Moeka Hasebe (長谷部萌香, Hasebe Moeka)       | 11 novembre 1995 | 29 ans | Moeka (もえか) | Fruit de la passion | Départ en novembre 2011  |
| Emina Watanabe (岡本真依, Emina Watanabe)     | 3 février 1996   | 29 ans | Emina (えみな) | Banane              | Départ le 31 mars 2012   |

Hina Kyun (stagiaires)
- Rin (りん?), née le 16 janvier 1997 (28 ans), quitte le groupe en mai 2011
- Manami (まなみ?), née le 30 août 1996 (28 ans), quitte le groupe en mai 2011

## Discographie

### Albums
Album indies
1. 1er août 2012 : Renai Miracle!! (恋愛ミラクル!!?)

Albums major
1. 25 septembre 2013 : Jōnetsu, Emotion. ~Real Idoroll (情熱、エモーション。～REAL IDOROLL?)
2. 24 décembre 2014 : Dengeki Princess (電撃プリンセス?)
3. 17 février 2016 - Tengoku Gimmick (天国ギミック?)
4. 15 février 2017 : Nōten Drop ~Present for Himekyun~ (脳天ドロップ～Present For HIMEKYUN～?)
5. 21 mars 2019 : Number30

Compilation
1. 2 août 2017 : Kira -Best- (煌-BEST-?)

### Singles
Singles indies
1. 9 mars 2011 – Renai Energy Hozon no Hōsoku (恋愛エネルギー保存の法則?)
2. 18 mai 2011 – Koi no Prison (恋のプリズン?)
3. 3 août 2011 – 8-bun no 1 no Breath (8分の1のブレス?)
4. 28 mars 2012 - Koi ga Tomaranai (恋が止まらない?)
5. 11 avril 2012 - Koi no Binetsu (恋の微熱?)
6. 27 juin 2012 - Tatoeba no Monster (例えばのモンスター?)
7. 23 janvier 2013 - Killer Tune (キラーチューン?)
8. 27 mars 2013 - Buzzword (バズワード?)

Singles major
1. 7 août 2013 - Andante (アンダンテ?)
2. 18 décembre 2013 - Moratorium (モラトリアム?)
3. 16 avril 2014 - Harukanata (ハルカナタ?)
4. 27 août 2014 - Paradigm (パラダイム?)
5. 11 février 2015 - Koi no BRKN!! (恋のBRKN（バリキュン）!!?)
6. 15 avril 2015 - Tear Drops
7. 10 juin 2015 - Takochiu. (たこちう。?)
8. 1er août 2015 - Happy☆Mappy
9. 9 septembre 2015 - Kakusei Mirai (覚醒ミライ?)